# Carmen Basilio
Carmen Basilio (Canastota, 2 de abril de 1927 - Rochester, 7 de novembro de 2012) foi um pugilista americano.
Foi campeão mundial de boxe, categoria dos médios, em 1957 no desafio com Sugar Ray Robinson.